# Werner Kolhörster

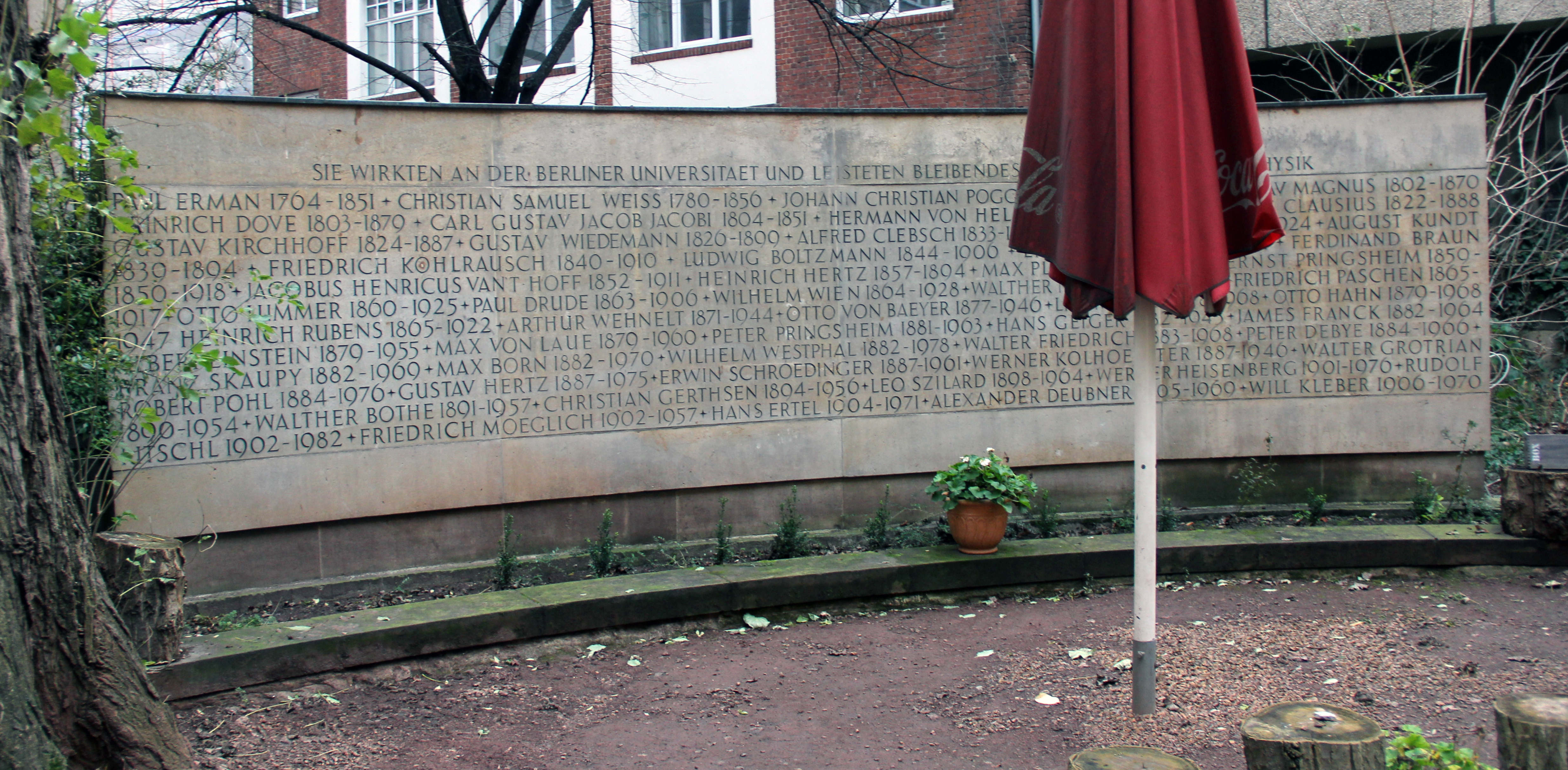
Gedenkstein, Invalidenstraße 110, in Berlin-Mitte

Werner Kolhörster (* 28. Dezember 1887 in Schwiebus (Świebodzin); † 5. August 1946 in München) war ein deutscher Physiker.
Kolhörster war ab 1935 Professor in Berlin, wo er das von ihm gegründete Institut für Höhenstrahlungsforschung leitete.
Er bestätigte 1913 die Existenz der 1912 von Victor Franz Hess entdeckten kosmischen Strahlung. 1928 wies er den Teilchencharakter der kosmischen Strahlung nach.
1929 entwickelte er zusammen mit Walther Bothe die Koinzidenzmethode. Im Jahr 1940 wurde er zum Mitglied der Leopoldina gewählt.
1970 wurde der Mondkrater Kolhörster nach ihm benannt.